# رشته‌کوه هقار
رشته‌کوه هقار نام مناطق مرتفعی در مناطق مرکزی صحرای بزرگ آفریقا و در جنوب الجزایر است. مدار رأس‌السرطان همچنین در امتداد رشته‌کوه هقار ترسیم شده‌است.
کوه تاهات با ارتفاع ۲۹۰۸ متر، مرتفع‌ترین کوه در میان رشته‌کوه‌های آتشفشانی هقار است.

## نگارخانه

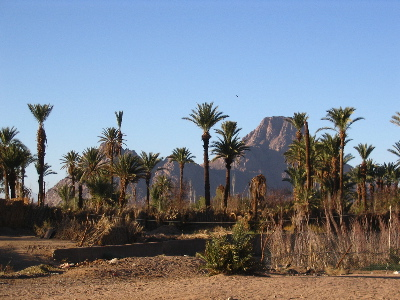
یک واحه در بیابان‌های هوقار
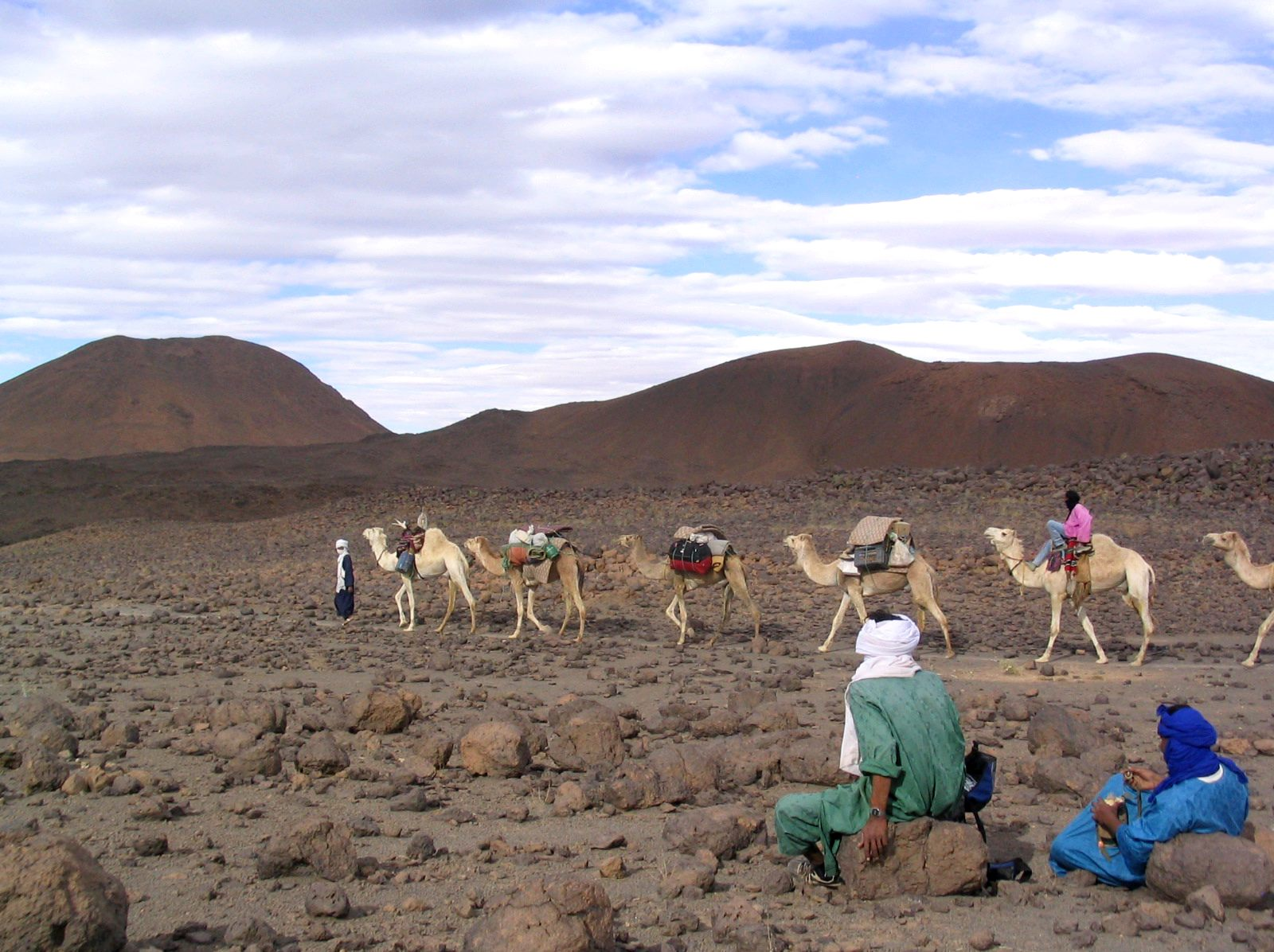
کاروان متعلق به بادیه‌نشینان عرب در حال عبور از بیابان‌های هوقار
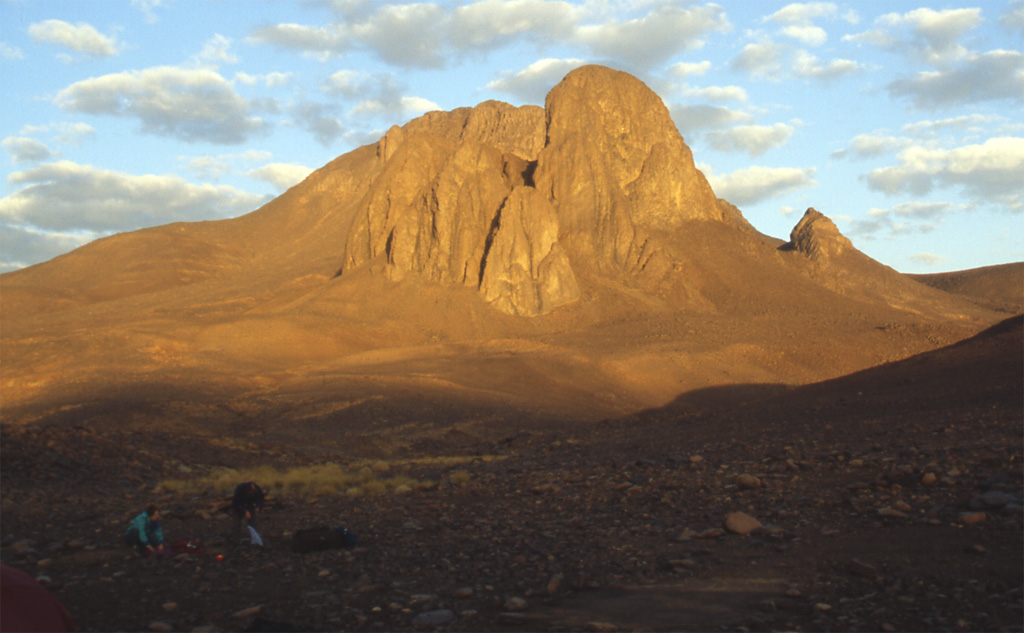
کوه تاهات، بلندترین کوه رشته‌کوه هوقار